# Raúl Pini
Raúl Hermenegildo Pini Giovio (Fray Bentos, Río Negro, Uruguay 2 de julio de 1923 - 3 de octubre de 1988) fue un futbolista uruguayo que se desempeñaba como defensor y que jugó profesionalmente en Uruguay, Colombia y Perú.

## Trayectoria
Raúl "el cachorro" Pini se inició en las canteras del Laureles Fútbol Club de su ciudad natal pasando en 1942 a Nacional de Montevideo. 
Apenas debutó en primera división le apodaron "Cachorro". Quienes lo vieron jugar afirman que más que un cachorro en la cancha se transformaba en un verdadero león. Pero no solo por su fuerza bruta sino por el modo en que resolvía las jugadas. Su figura se agigantaba de una manera tal que parecía inexpugnable y muchos aseguran que fue uno de los mejores backs que se han visto en nuestro país junto al gran "Mariscal" José Nasazzi y al brasileño Domingos Da Guía. 
Raúl Pini fue un excelentísimo jugador de fútbol, quienes lo vieron jugar, compañeros y rivales coinciden en afirmar que era tan hábil como el mejor delantero y que tenía fuerza(en el buen sentido de la palabra) como el mejor defensa. Encima gustaba de jugar buen fútbol y trataba con suma delicadeza a la pelota, con mucha habilidad y destreza. Todas estas características le sirvieron para ganarse el respeto y la admiración de todos. Con Nacional jugó más de 300 partidos y conquistó 4 campeonatos uruguayos. 
Jugó también en el Millonarios F.C. en la época del "dorado colombiano", integrando el famoso plantel denominado "el Ballet Azul" donde obtuvo tres títulos. A ese equipo se lo llamaba también los "Globbe Trotters del fútbol". Millonarios formaba así: Cozzi, Pini, Zuloaga (único colombiano), Ramírez (paraguayo); Néstor "Pipo" Rossi, Soria; Reyes, Báez, Di Stefano, Pedernera y Maurín todos argentinos". 
Salíamos de gira, decía Pini, y les ganamos a casi todos, sólo nos llegaron a empatar, fue la selección de Suecia 2 a 2. Al Real Madrid en el famoso estadio de "Chamartín" le hicimos nada menos que 4 goles. Nos divertíamos y hacíamos correr la pelota, dándole a los "gringos" cada baile bárbaro, de película, le amagábamos y pasaban como locos. Era una papa enfrentarlos, la diferencia a nuestro favor era demasiada." 
Si Raúl Pini se hubiera quedado jugando en Nacional podría haber sido titular en la Copa Mundial de Fútbol de 1950 ya que sus compañeros en la defensa de Nacional Schubert Gambetta y Eusebio Tejera fueron titulares en el Maracanazo. 
Finalizó su carrera en Sporting Cristal  entre 1957 y 1959.

### Idolo del Nacional
Raúl Pini jugó (hasta que emigró a Colombia) 220 partidos defendiendo a Nacional, luego volvió en 1955, anotó sólo 2 goles, uno cuando los tricolores cerraron uno de sus ciclos más gloriosos en 1943 y otro dos años más tarde een 1945.
Raúl Pini recordaba en una entrevista concedida al suplememento" Estrellas Deportivas" número 18 que salía con el periódico" El Diario" de Montevideo en 1978 especialmente el día que debutó en Primera en aquel equipo glorioso que alcanzó el famoso quinquenio. Fue el domingo 16 de mayo de 1943 y a Nacional le tocó enfrentar a Wanderers por el Torneo Competencia, empataron 3 a 3 ante 25,000 espectadores, la formación del campeón fue ese día así: Aníbal Paz; Raúl Pini, Rodríguez Candales y Gambetta; Rodolfo Pini y Leguizamón; Luis Ernesto Castro, Ciocca, Atilo García, Porta y Zapirain.
Pese a que arrasaban con cuanto rival salía a su paso justo en el día en el que Raúl hizo sus primeras armas en Primera terminó en empate. Claro que luego, sí se sacó el gusto hasta llegar a la finalización del Uruguayo con 5 puntos de ventaja obteniendo el quinto campeonato consecutivo y la sexta Copa por el Torneo de Honor también una tras otra.

## Clubes
| Club             | País     | Año         |
| ---------------- | -------- | ----------- |
| Nacional         | Uruguay  | 1942 - 1949 |
| Millonarios      | Colombia | 1950 - 1954 |
| Nacional         | Uruguay  | 1955        |
| Racing Club      | Uruguay  | 1956        |
| Sporting Cristal | Perú     | 1957 - 1959 |

## Palmarés

### Campeonatos nacionales
| Título                | Club        | País     | Año     |
| --------------------- | ----------- | -------- | ------- |
| Campeonato Uruguayo   | Nacional    | Uruguay  | 1943    |
| Campeonato Uruguayo   | Nacional    | Uruguay  | 1946    |
| Campeonato Uruguayo   | Nacional    | Uruguay  | 1947    |
| Campeonato Colombiano | Millonarios | Colombia | 1951    |
| Campeonato Colombiano | Millonarios | Colombia | 1952    |
| Campeonato Colombiano | Millonarios | Colombia | 1953    |
| Copa Colombia         | Millonarios | Colombia | 1952-53 |
| Campeonato Uruguayo   | Nacional    | Uruguay  | 1955    |

### Campeonatos internacionales
| Título                           | Club               | País      | Año  |
| -------------------------------- | ------------------ | --------- | ---- |
| Copa Río Branco                  | Selección nacional | Uruguay   | 1946 |
| Pequeña Copa del Mundo de Clubes | Millonarios FC     | Venezuela | 1953 |